# Jesse Jane
Jesse Jane, pseudonimo di Cindy Taylor (Fort Worth, 16 luglio 1980 – Moore, 24 gennaio 2024), è stata un'attrice pornografica statunitense.

## Biografia
Jesse Jane è cresciuta in varie basi militari nel Midwest. Nei primi anni della sua vita ha frequentato una scuola di danza ed è stata in una squadra di cheerleader, nella scuola superiore di Rose Hill (Kansas). Si è diplomata al liceo di Moore, Oklahoma e prima d’intraprendere la carriera pornografica ha lavorato da Hooters.
Jane decise di entrare nel mondo del porno leggendo un articolo su Tera Patrick, dove l'attrice pornografica affermava che stava lavorando per una produzione cinematografica per adulti di nome Digital Playground. Jane, incuriosita da ciò, contattò la stessa produzione cinematografica e firmò subito un contratto. La sua prima scena fu con Jessica Drake nel film No Limits del 2003, cui seguì nello stesso anno il film Beat the Devil, nel quale l'attrice si esibisce nelle prime due scene eterosessuali: prima con Evan Stone poi con Mark Davis. Sempre nel 2003 compare in un cameo nel film Baywatch - Matrimonio alle Hawaii.
Nel 2006 ha condotto due show di Playboy, Nightcalls e Naughty Amateur Home Videos, insieme a Kirsten Price ed è stata la ragazza di copertina di un'edizione speciale della stessa rivista Playboy. Ha, inoltre, condotto l'edizione annuale degli AVN Awards.
Nel gennaio 2007, un articolo del New York Times dichiarò che Jane stava per sottoporsi ad un secondo intervento chirurgico di aumento del seno in previsione dell'uso dell'alta definizione per i film futuri. Sul suo sito ufficiale, l'attrice scrisse che doveva sottoporsi all'intervento chirurgico il 12 febbraio di quell'anno. In seguito nel 2008 ha condotto l'edizione degli XBIZ Awards, esperienza successivamente replicata nel 2011.
Nel gennaio 2011 è stata nominata da CNBC come una delle 12 stelle più popolari nel porno, dichiarando: "è per molti il volto del porno moderno", notando i suoi ruoli in due popolari film per adulti della serie Pirates, e la sua nomina in AVN e le XBIZ Awards come performer dell'anno. Nel marzo dello stesso anno Jane lanciò la sua linea di tequila chiamata "Diosa" con agave blu argento tequila, mela, mango, mandorla e caffè al caramello. Jane appare in annunci per la Diosa, con il suo vero nome perché solo la Digital Playground possiede i diritti per il suo nome d'arte.
Nel 2012 è stata inserita nella Hall of Fame della XRCO e inoltre conduce lo show d'apertura dei ventinovesimi AVN Awards insieme a Kayden Kross e Dave Navarro e l'anno successivo insieme ad Asa Akira, venendo anche inserita nella Hall of Fame.
Nel 2015 ha condotto insieme a Thomas Ward la cerimonia dei trentunesimi XRCO Award.
Nel gennaio 2015, dopo due anni di stop dovuti a divergenze con la casa di produzione Digital Playground per cui ha lavorato per 12 anni, Jesse firma un contratto con il produttore Jules Jordan cambiando il proprio nome semplicemente in Jesse.
Dopo essersi ritirata dal porno nel 2017, ha rigirato una singola scena di rapporto sessuale per la società di produzione Blacked nel 2019, per poi ritirarsi definitivamente.

## Vita privata
Nel 2000 diede alla luce un bambino. Nel 2007 dichiarò di essersi sposata col collega Rick Patrick: i due hanno vissuto ad Oklahoma City. Il 1º marzo 2012 dichiarò sul suo profilo Twitter ufficiale che la relazione con Patrick si era conclusa con un divorzio. Il 15 ottobre 2012 annunciò il fidanzamento con il suo personal trainer Michael Giovanni, utilizzando ancora lo stesso social network. Jane si dichiarò bisessuale. Nel 2004 rivelò all'Howard Stern Show di essere stata sottoposta a un'isterectomia a causa di un cancro al collo dell'utero.

### Morte
Il 24 gennaio 2024 è stata rinvenuta senza vita nella sua casa insieme al fidanzato Brett Hasenmueller a causa della presunta ingestione di droga in dose eccessiva.

## Riconoscimenti
AVN Awards

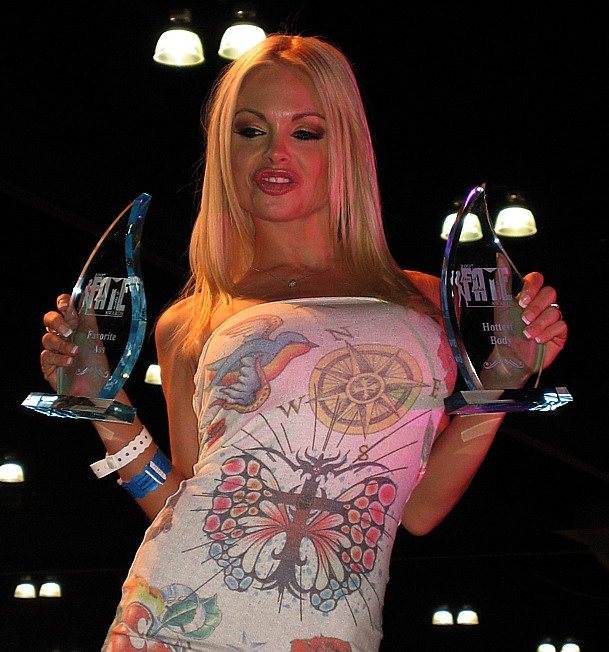
Jesse Jane ai FAME Awards 2007

- 2006 – Best All-Girl Sex Scene (video) per Pirates con Janine[20]
- 2007 – Best All-Girl Sex Scene (video) per Island Fever 4 con Teagan Presley, Jana Cova e Sophia Santi[21]
- 2009 – Best Girl-Girl Sex Scene per Pirates II: Stagnetti's Revenge con Belladonna[22]
- 2009 – Best All-Girl Sex Scene (film) per Cheerleaders con Brianna Love, Shay Jordan, Stoya, Adrianna Lynn, Sophia Santi, Lexxi Tyler, Memphis Monroe e Priya Rai[23]
- 2011 – Wildest Sex Scene per Body Heat con Kayden Kross, Riley Steele, Katsuni e Raven Alexis (Fan Award)[24]
- 2011 – Best All-Girl Group Sex Scene per Body Heat con Kayden Kross, Riley Steele, Katsuni e Raven Alexis[25]
- 2012 – Best Supporting Actress (film) per Fighters[26]
- 2012 – Hottest Sex Scene per Babysitters 2 con Kayden Kross, Riley Steele, Stoya, BiBi Jones e Manuel Ferrara (Fan Award)[27]
- 2013 – Hall of Fame - Video Branch[11]
- XBIZ Awards
  - 2013 – Best Scene - All-Girl per Mothers and Daugheters con Riley Steele, Kayden Kross, Selena Rose e Vicky Chase[28]
  - 2014 – Best Scene - Feature Movie per Code of Honor con Riley Steele, Kayden Kross, Stoya, Selena Rose e Manuel Ferrara[29]
  - 2016 – Best Sex Scene - Gonzo per Jesse: Alpha Female con Manuel Ferrara[30]
- XRCO Award
  - 2012 – Hall of Fame[31]
- F.A.M.E. Awards
  - 2007 – Hottest Body (Fan Award)[32]
  - 2008 – Hottest Body (Fan Award)[33]
  - 2009 – Hottest Body (Fan Award)[34]

Altri premi
- 2002 – Aan Dreams Pageant, "Most Photogenic"
- 2003 – Nightmoves, "Best New Starlet"
- 2004 – CAVR, "MVP of the Year"
- 2004 – Delta di Venere (Italia) Fiera Erótica – "Best american actress"
- 2004 – Venus (Germania) – "Best american actress"
- 2005 – Rog Awards Critic's Choice – nomination per "MVP of the Year"
- 2006 – Booble's Miss dicembre di Booble's (votata dal web)
- 2008 – Medien eLINE Award – Best US Actress[35]
- 2009 – Hot d'or – Best American Actress – Pirates II: Stagnetti's Revenge[36]

## Filmografia
- Fluffy Cumsalot, Porn Star (2002)
- Adult Video News Awards 2003 (2003)
- Beat the Devil (2003)
- Porno: un affare di famiglia: Stagione 1 (per intero, 2003)
- Jack's Playground 3 (2003)
- Jesse Jane: Erotique (2003)
- Loaded (2003)
- No Limits (2003)
- Three Timing (2003)
- Virtual Sex with Jesse Jane (2003)
- Contract Star (2004)
- Devon: Erotique (2004)
- Island Fever 3 (2004)
- Jack's Playground|Jack's Playground 10 (2004)
- Jack's Playground|Jack's Playground 8 (2004)
- Story Of J (2004)
- Teagan: Erotique (2004)
- Adult Video News Awards 2005 (2005)
- Devon: Decadence (2005)
- Jesse Jane: All-American Girl (2005)
- Marvelous (2005)
- Pirates (2005)
- Porn Stars 1 (2005)
- Posh Kitten (2005)
- Deeper 3 (2006)
- Hot Rod for Sinners (2006)
- Hush (2006)
- Island Fever 4 (2006)
- Jack's POV 4 (2006)
- Search for Adam and Eve (2006)
- Sexual Freak 1: Jesse Jane (2006)
- Babysitters (2007)
- Jack's Teen America 19 (2007)
- Jesse in Pink (2007)
- Jesse Jane: Image (2007)
- Jesse Jane: Lust (2007)
- Jesse Jane: Scream (2007)
- Jesse's Juice (2007)
- Naked Aces 2 (2007)
- Naughty Amateur Home Videos: Virginia Vice (2007)
- World's Biggest Sex Show 4 (2007)
- Cheerleaders (2008)
- Jack's Playground 37 (2008)
- Jesse Jane: Fuck Fantasy (2008)
- Jesse Jane: Heat (2008)
- Jesse Jane: Kiss Kiss (2008)
- Jesse Jane: Sexy Hot (2008)
- Naughty Amateur Home Videos: Decadent Delaware (2008)
- Naughty Amateur Home Videos: Oklahoma Orgasmic (2008)
- Pirates II: Stagnetti's Revenge (2008)
- Rhode Island Raunch (2008)
- Jesse Jane: Atomic Tease (2009)
- Jesse Jane: Breathe Me (2009)
- Jesse Jane: Dirty Movies (2009)
- Jesse Jane: Online (2009)
- Nurses 1 (2009)
- Teachers (2009)
- Bad Girls 3 (2010)
- Body Heat (2010)
- Couch Confessions (2010)
- Fly Girls (2010)
- Jesse Jane Playful (2010)
- Jesse Jane: Homework (2010)
- Jesse Jane: Reckless (2010)
- Roommate (2010)
- That's My Girl (2010)
- Assassins (2011)
- Babysitters 2 (2011)
- Bad Girls 6 (2011)
- Bad Girls 7 (2011)
- Blackmail (2011)
- Fighters (2011)
- Masseuse 2 (2011)
- Power Fuck (2011)
- Sex and Corruption 2 (2011)
- Titlicious 3 (2011)
- Top Guns (2011)
- Watching You 3 (2011)
- Bad Girls 8 (2012)
- Code of Honor (2012)
- Falling for You (2012)
- Home Wrecker 3 (2012)
- Jesse Jane Asking Price (2012)
- Leverage (2012)
- Love Jesse (2012)
- Mothers and Daughters (2012)
- My Private Tutor (2012)
- Nurses 2 (2012)
- Skip Trace (2012)
- Skip Trace 2 (2012)
- Swingers (2012)
- For Sale (2013)
- Adventures Of Average Joe 1 (2013)
- Bridesmaids (2013)
- Dear Diary (2013)
- Dirty Talk (2013)
- Jesse Jane: Romance (2013)
- Lollipop (2013)
- My Sister's Husband (2013)
- Pink Slip (2013)
- Porno Pranks (2013)
- Swingers Retreat (2013)
- Step Sisters (2014)
- 4Ever (2014)
- Diary of a Perv (2014)
- Jesse: Alpha Female (2015)
- Jesse's Yearbook (2015)
- PornstarFantasy (2015)
- Jesse Sex Machine (2015)

### Film non pornografici
- Baywatch - Matrimonio alle Hawaii (Baywatch: Hawaiian Wedding), regia di Douglas Schwartz (2003) – cameo non accreditato
- Entourage – serie TV, episodio 2x09 (2005)
- Bad Girls Club – serie TV, episodio 3x11 (2009)
- Middle Men, regia di George Gallo (2009)
- Frat Party, regia di Robert Bennett (2009)
- Let the Game Begin, regia di Amit Gupta (2010)
- Bucky Larson: Born to Be a Star, regia di Tom Brady (2011)
- Dave's Old Porn, episodio 2x08 (2012)
- Crave, 5 episodi (2014-2015)
- Female Fight Club, regia di Miguel A. Ferrer (2016)
- Highway to Havasu, regia di Jeff Janke (2017)